# Pedricktown
Pedricktown – jednostka osadnicza w Stanach Zjednoczonych, w stanie New Jersey, w hrabstwie Salem.